# Креспен, Режин
Режин Креспен (фр. Régine Crespin, 23 февраля 1927, Марсель — 5 июля 2007, Париж) — французская оперная певица (сопрано и меццо-сопрано).

## Биография и творчество
Дебютировала в 1948 в Реймсе (Шарлотта в опере Массне «Вертер»), в 1951 выступила в парижской «Опера Комик». Она начала свою карьеру, исполняя роли в драматическом сопрано и репертуаре спинто-сопрано. В 1957 в Байройте выступила в роли Кундри в вагнеровском «Парсифале» . В 1962 впервые пела в Метрополитен-Опере в Нью-Йорке. Выступала в операх Глюка («Ифигения в Тавриде»), Моцарта, Берлиоза («Троянцы»), Вагнера («Тангейзер», «Лоэнгрин», «Кольцо Нибелунга», «Валькирия»), Верди («Бал-маскарад»), Бизе («Кармен»), Пуччини («Тоска»), Оффенбаха («Великая герцогиня Герольштейнская»), Чайковского («Пиковая дама»), Р.Штрауса («Кавалер розы», «Ариадна на Наксосе»), Ф.Пуленка («Диалоги кармелиток», участница французской премьеры). Она продолжала петь более широкий репертуар, который охватывал итальянскую, французскую, немецкую и русскую оперу из разных музыкальных периодов. Пела в театрах Вены, Милана, Рима, Венеции, Неаполя, Буэнос-Айреса. Критика особенно отмечала эротизм её женских образов.

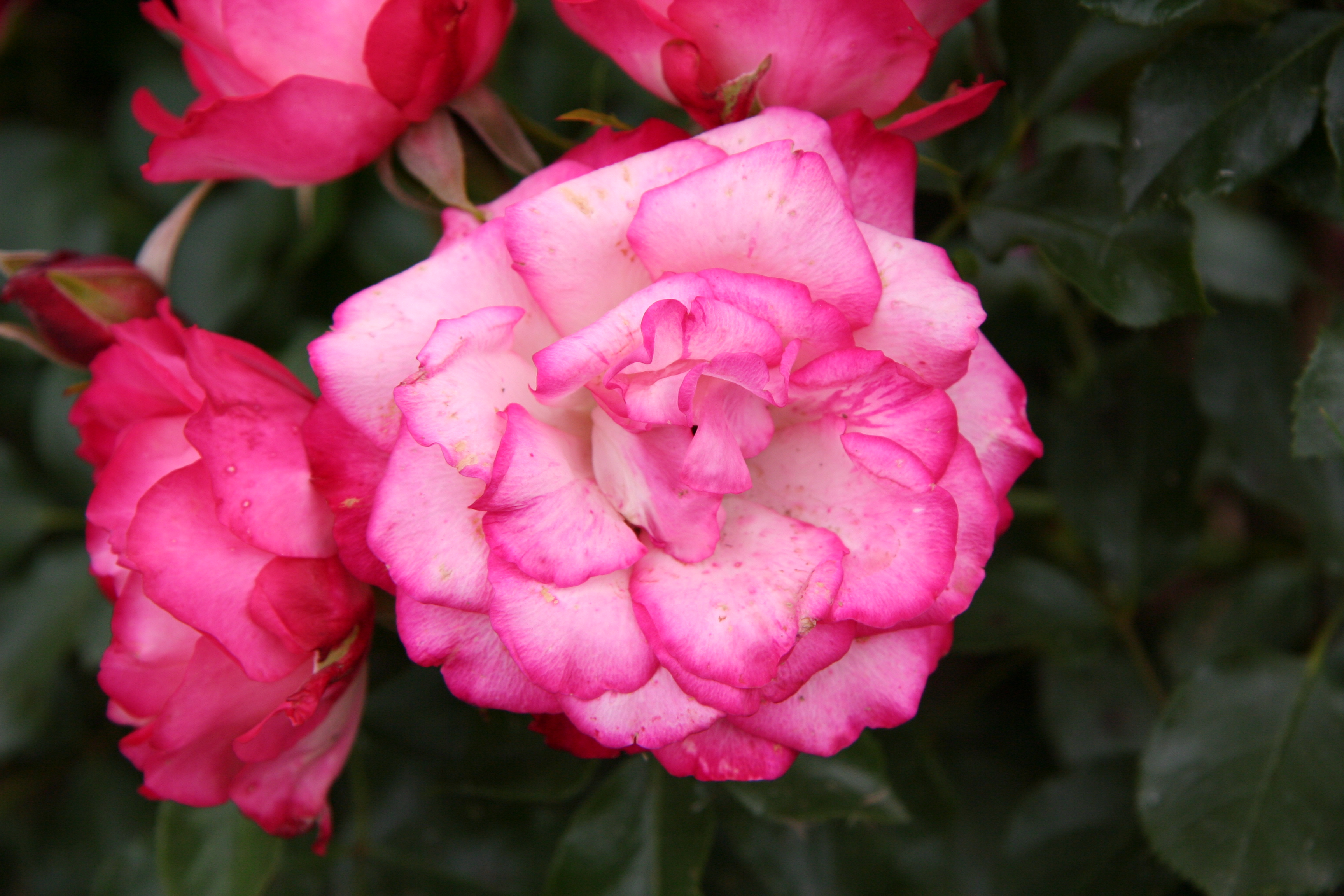
Роза Режин Креспен

Концертировала также с исполнением песен Берлиоза, Шумана, Равеля и др. Работала с такими дирижёрами, как Георг Шолти, Герберт фон Караян, Эрнест Ансерме. Преподавала в Парижской консерватории (1976—1992). После 1989 больше не выступала, ограничившись преподаванием (среди её воспитанников — Мари Кобаяси).

### Юность и образование (1927—1950 гг.)
В возрасте пяти лет Режин переехала с семьей в город Ним. Несмотря на то, что родители управляли собственным магазином, детство Режин было непростым. На скорое взросление Креспен повлияло время Второй мировой войны и алкоголизм ее матери. Креспен должна была стать фармацевтом, однако в свое 16-летие она не сдала итоговые экзамены по курсу бакалавриата. Увлечение пением не поддерживалось ее отцом, но после провала экзаменов он разрешил ей брать уроки пения. После победы в песенном конкурсе, в возрасте девятнадцати лет, Креспен отправилась в Париж для обучения в Парижской консерватории. В 1950 году она стала победителем конкурса оперных исполнителей. По традиции победителям конкурсов консерватории предлагались контракты с Национальной парижской оперой. По неизвестной причине певице не предложили ни одного. Из-за этого в начале ее карьеры отношение между руководством Национальной оперы и Креспен были неоднозначными.

### Начало карьеры (Франция, 1950—1957 гг.)
Свой первый контракт с Парижской национальной оперой Креспен заключила после успешного дебюта в Реймсе в 1949 году и партии Эльзы в опере Ричарда Вагнера в 1950 году. После выступления в Опере-Комик, в связи с прохладными и не совсем успешными партиями, Режин решила покинуть Париж в 1952 году. До 1955 года выступала с оперными театрами в французских провинциях, однако и там она не обрела должного успеха. Ее возвращение Париж воспринял с энтузиазмом, Креспен дала несколько успешных концертов. В течение последующих трех лет исполняла главные роли в таких операх как: партию Дездемоны в опере Джузеппе Верди «Отелло», Амелии в опере Верди «Бал — маскарад», Брунхильды в «Сигурде» и Лидоины в премьере 1957 года премьера «Диалога кармелиток» Фрэнсиса Пуленка и др. Выступала в оперных театрах Франции, а в 1956 году исполнила яркую партию в Большом театре Бордо на мировой премьере оперы Анри Томази «Сампьеро Корсу».

### Международная карьера (1958—1962 гг.)
Международная карьера Креспен началась с приглашения Виланда Вагнера исполнить партию Кундри в опере «Парсифальце» на Байротовском фестивале" в 1958 году. До этого Креспен ни разу не пела на немецком языке, чтобы выучить язык и роль она брала уроки у профессора немецкой литературы Лу Брудера. Впоследствии он стал ее мужем. На фестиваль Байройта ее потом приглашали еще трижды: в 1959, 1960 и 1961 годах. Выступления Креспина в опере Вагнера положили начало ее международной оперной карьере, и вскоре ее пригласили выступать на сценах великих оперных театров мира. В 1959 году она дебютировала в «Ла Скала», исполнив главную партию в опере «Федре» Пиццети. Тогда же она впервые выступила в Венской государственной опере. Также выступала в Королевской опере Ковент-Гарден, а в 1961 году впервые пела в Берлинской национальной опере.

## Мемуары
Автор воспоминаний «Любовь и жизнь женщины» (1982, по названию знаменитого цикла песен Шумана; англ. пер. 1997).

## Признание
Командор ордена Почётного легиона, Ордена искусств и литературы. В её честь назван один из сортов розы.